# 扶桑妻子殺害事件
扶桑妻子殺害事件（ふそうさいしさつがいじけん）は、2022年（令和4年）8月8日から翌9日にかけて愛知県丹羽郡扶桑町と同県犬山市で発生した殺人事件。
8月9日午後、犬山市八曽の山中の市道で崖から落ちそうになっていた車の中から扶桑町小淵在住の小学生の姉弟（女児B・男児C）が他殺体で発見され、彼らの母親Aも扶桑町の自宅で他殺体となって発見された。その後、Aの夫でありB・C姉弟の父親でもある男X（当時42歳）が愛知県警察に殺人容疑で逮捕され、後に妻子3人を自宅および車内で殺害したとして起訴された。

## 事件の経緯

### 発生
事件発生は2022年（令和4年）8月8日から9日までの間とされている。愛知県丹羽郡扶桑町小淵の自宅で妻Aと口論になり、カッとなったXはAの首を絞めて殺害した。
その後、Xは長女Bと長男Cを車で連れ出し殺害したとされている。司法解剖の結果、死因はAとCが頚部圧迫による窒息死とされ、Bは胸を刺されたことにより心臓の周囲に血液がたまって圧迫される「心タンポナーデ」とみられる。また、Bには首を絞められた痕もあった。
Xが向かったのは扶桑町の隣市である犬山市八曽の山林で、山中で行き詰まると、車ごと2人の遺体をその場に遺棄した。現場は中央自動車道内津峠パーキングエリアから西に約500m、入鹿池から東に約3kmの市道で、普段は人通りが少ない。Xの自宅からは直線距離で約13km離れた地点。

### 発覚
8月9日午後4時50分頃、崖から落ちそうになっているXの車を通りかかった男性が発見し、警察に通報した。警察が駆けつけたところ、乗用車の後部座席にBとCが倒れており、その場で死亡が確認された。Bの首あたりに血痕があり、発見時は死後数時間経っていたとみられる。車はエンジンがかかったままで、右前輪が道路から外れて宙に浮いた状態だった。ドアは無施錠で、2人は後部座席の足元に頭を同じ向きにして倒れていた。
9日深夜、警察が車の名義をたどって自宅を調べた結果、Aの遺体が2階の一室で横たわった状態で発見された。発見時、自宅の玄関は施錠されていたという。
8月10日、愛知県犬山警察署はBとCの遺体について、扶桑町の小学4年生と1年生の姉弟と確認したと発表した。この時点でXとは連絡が取れない状態になっており、県警はXが何らかの事情を知っているとみて捜索を始めた。この日は車が見つかった山林を30人態勢で捜索したがXを見つけることはできなかった。

### 事件後のXの行動
自殺を図るも死にきれなかったXは、周囲との連絡を絶ち、現場周辺で野宿などをして潜伏していたとみられている。入鹿大橋の真下で焚き火の跡が見つかったほか、周辺には自ら切ったであろう頭髪が散乱するなど異様な光景がのちに発見された。

## 事件の収束

### 出頭・逮捕

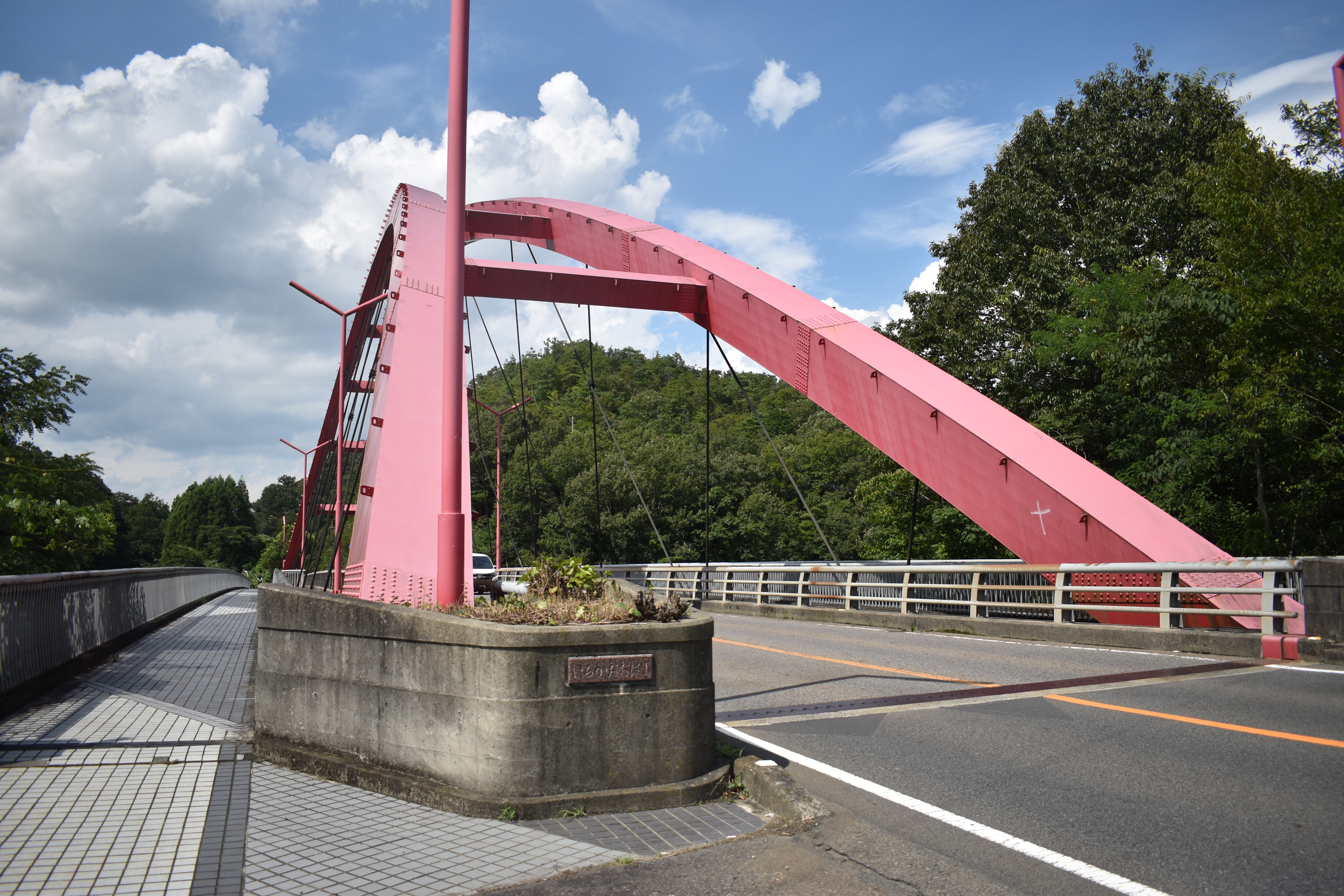
Xが親族に電話をかけた入鹿大橋（愛知県犬山市）

8月13日午前8時過ぎ、Xは「入鹿池の赤い橋（入鹿大橋）にいる」と親族に電話。この橋は子2人の遺体が見つかった現場から約2.5km離れた入鹿池の東端にあり、警察が重点的に捜索していた範囲からは外れていた。Xは迎えに行った親族に連れられて9時半頃犬山警察署に出頭、Aへの殺人容疑で逮捕された。Xの首や腕には深い切り傷があり、病院で治療を受けた。「自分で傷つけた」と話しており、犯行後に自殺を図ったとみられる。Xは容疑を認め、犯行動機について「口論になり、カッとなって殺した」と供述した。

### 逮捕後
8月14日、県警はXをAへの殺人容疑で名古屋地方検察庁に送致した。また、AがBとCより先に殺害された疑いが強いことが分かった。
9月1日、県警はBとCへの殺人容疑でXを再逮捕した。Xは容疑を認め、「犯罪者の子どもとして生きていくのがかわいそうだと思った」などと供述した。
9月14日、名古屋地検はXの刑事責任能力を調べるため、名古屋地方裁判所に鑑定留置を請求し、認められた。その結果刑事責任能力を問えると判断した同地検は、2023年（令和5年）1月19日にXを殺人罪で起訴した。

## 刑事裁判
2024年（令和6年）6月25日に名古屋地方裁判所（久礼博一裁判長）で被告人Xの裁判員裁判の初公判が開かれ、Xは罪状認否で起訴内容を認めた一方、Xの弁護人は犯行時、Xは妄想性障害の影響から心神耗弱状態にあったとする旨を主張した。検察官は妄想性障害の診断については争わなかったが、Xが事件当時、妻から浮気を疑われ、自宅で盗聴されているなどと思い込み、盗聴の有無をめぐって妻と口論になった末に殺害したと主張、障害も日常生活や仕事に支障をもたらすほど深刻なものではなかったとして、完全責任能力が認められると主張した。
同年7月1日の論告求刑公判で、検察官はXに懲役30年を求刑した一方、弁護人はXがAを殺害した時点では妄想性障害の影響から心神耗弱状態にあったとして、懲役25年が相当と訴え、結審した。判決は同月9日に宣告される予定である。同月9日、名古屋地裁は「何の罪もない３人の命が奪われた結果は重大で強い殺意に基づく残酷な犯行だ」として、求刑通り懲役30年の判決を言い渡した。責任能力の程度が争われたが、地裁は完全責任能力があると判断した。弁護側が「妻殺害時は妄想性障害の影響で心神耗弱状態だった」と主張したのに対して、久礼裁判長は「妻が被告の浮気を疑い家の中を盗聴盗撮しているなどという妄想は命に危険が迫る内容ではなく、症状は軽度で影響は間接的だった」などとして退けた。妻の言葉に対する怒りといった感情の高ぶりから殺害に至ったと指摘した。裁判長は判決を言い渡し後に「何が３人の殺害に駆り立てたのか、もっと深く自分の気持ちを見つめてもらいたい」と説諭した。

## 犯人X

### 生い立ち
犯人の男Xが生まれ育った家庭は地元の名士で、Xの祖父はメッキ工場を経営しながら町議会議員も務めた。Xの父親も工場で働いていたが、工場は閉めて今は住宅地になっている。Xは2人兄弟の末っ子で、無口で大人しい性格だった。

### 事件までの動向
Xは2016年まで愛知県津島市にあるアパートで妻と長女の3人で暮らしていたが、長男を授かったことを機に扶桑町の実家近くに住宅ローンを組んでマイホームを新築した。Xは電気工事の仕事をしていて、早朝から深夜まで働く様子が目撃されている。X一家について、近所の住人は口を揃えて「仲のいい家族だった」と証言しており、Xは自作の鉄棒がある庭でよく子供たちと楽しそうに遊んでいたという。事件発生に至るまで言い争うような声は聞かれていない。事件直前の8月6日には親子で木曽川扶桑緑地公園で行われたイベントを訪れていた。